# Hans Hauenschild

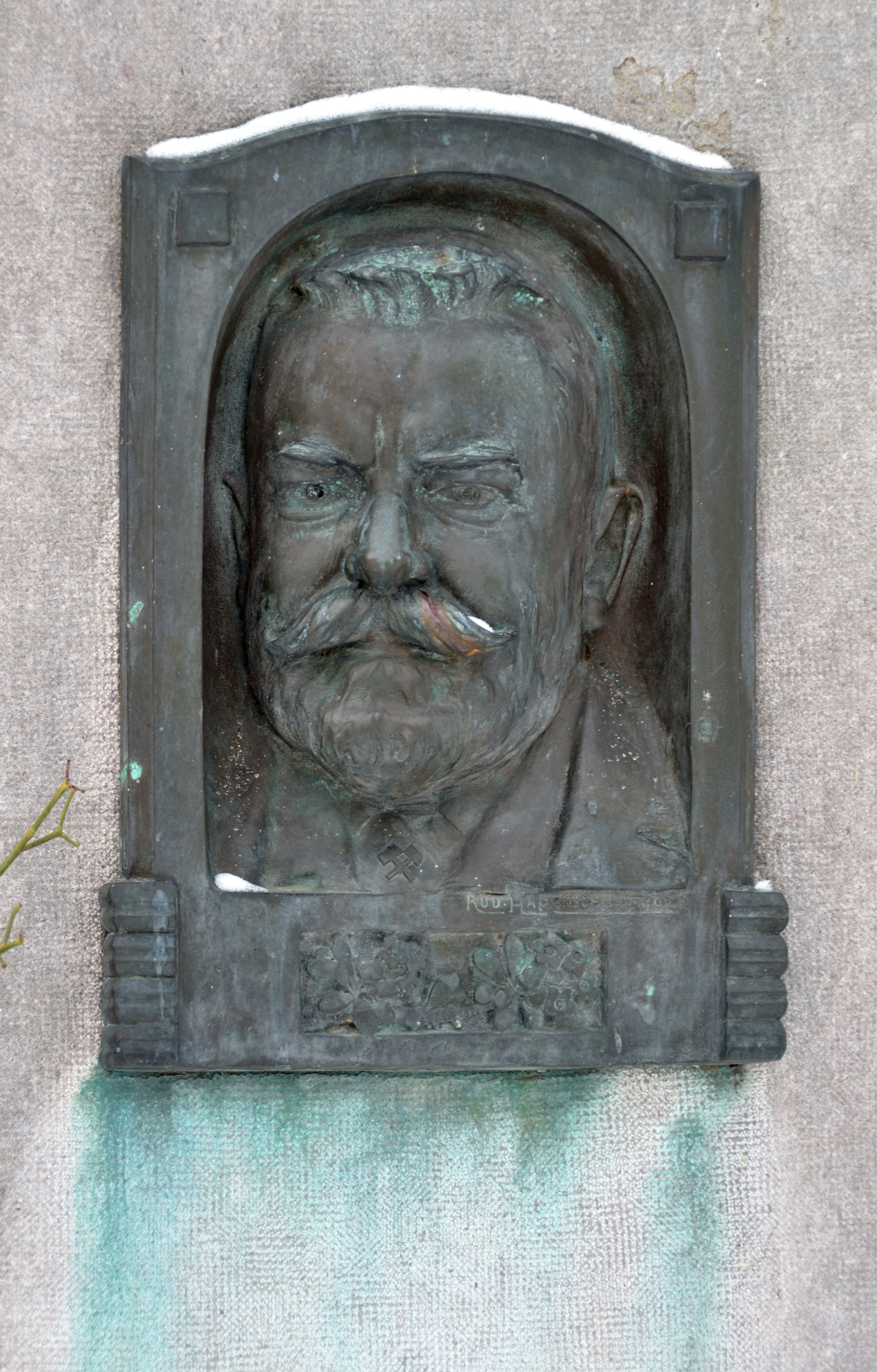
Denkmal für Hans Hauenschild in Windischgarsten, das Bronzerelief stammt von seinem Sohn Rudolf.

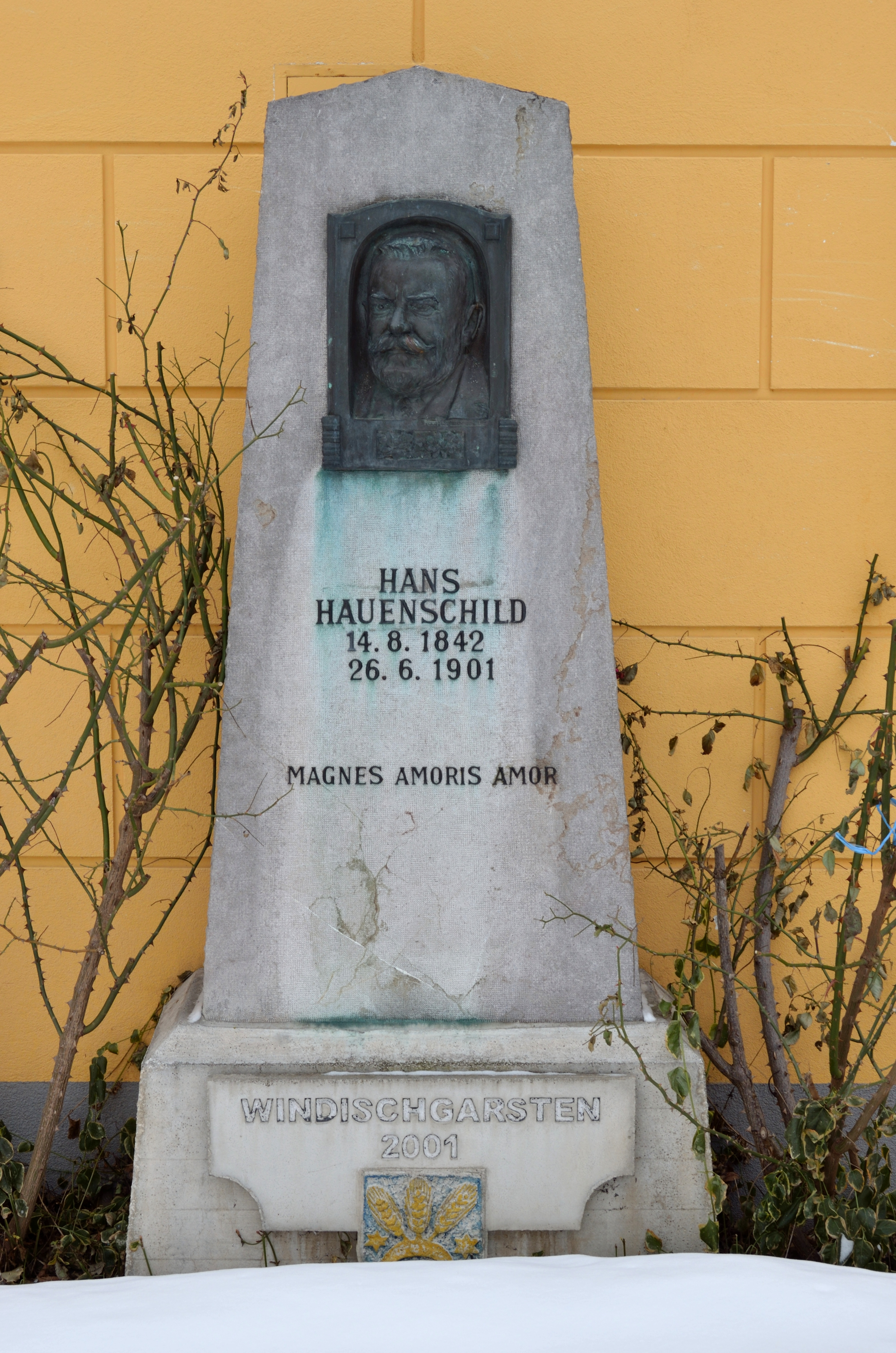
Denkmal für Hans Hauenschild in Windischgarsten

Hans Hauenschild  (* 14. August 1842 in Windischgarsten (Oberösterreich); † 26. Juni 1901 in Vouvry) war ein österreichischer Forscher, Erfinder und Inhaber zahlreicher Patente auf dem Gebiet der Zementproduktion. 

## Leben
Hans Hauenschild war Sohn des Färberehepaares Johann und Elisabeth Hauenschild. Sein Vater starb, als er vier Jahre alt war. Die Mutter blieb mit zwei Kindern verarmt zurück. Hauenschild besuchte in Windischgarsten, wo auch eine Straße nach ihm benannt ist, die Volksschule. Sein Lehrer, der Bürgermeister Leopold Westermayr, erkannte sein Talent und ermöglichte ihm den Besuch des Stiftsgymnasiums Kremsmünster. Dort wurde Hauenschilds Interesse zu den Naturwissenschaften geweckt. 1861 starb seine Mutter. 1863 absolvierte er das Gymnasium als Klassenbester und trat als Novize unter dem Namen Gottfried in das Benediktinerstift Kremsmünster ein. Von 1864 bis 1868 studierte er im Stift St. Florian Theologie. Nach der Priesterweihe 1868 studierte Hauenschild Naturgeschichte, Physik und Mathematik in Wien. In den Ferien betrieb er bis 1871 wissenschaftliche Studien in den umliegenden Bergen seiner Heimat Windischgarsten. Seine Erkenntnisse veröffentlichte er in den Jahrbüchern des Österreichischen Alpenvereins. Durch ihn wurde die wasserführende Höhle  Kreidelucke in Hinterstoder erstmals beforscht.
1871 kam sein Sohn Albrecht zur Welt. Er entschloss sich daher im Frühjahr 1872 den Benediktinerorden zu verlassen und gemeinsam mit seiner Braut, Maria Wittmann, zum evangelischen Bekenntnis überzutreten und zu heiraten. Dieser Abschnitt seines Lebens wird im Roman Gottfried Wunderlich von Max Burckhard (1906) geschildert. Mit Maria Wittmann hatte er 12 Kinder.
Der neue Baustoff Zement brachte ihn mit einer ganz neuen Wissenschaft, der Geologie in Verbindung. Seine Erfindungen, besonders die Methode des kontinuierlichen Brennens von Portlandzement in Schachtöfen, revolutionierten die Zementindustrie. Hauenschild war so bekannt, dass man ihn beim Bau der Wiener Hochquellenwasserleitung und der Gotthardbahn in der Schweiz in geologischen und bautechnischen Fragen zu Rate zog.

## Werke
- Die Kreidelucke im Kleinen Priel, 1865
- Erinnerungen an das Warscheneck und seine Umgebung, 1866
- Beiträge zur Kenntnis der Kreidelucke, 1866
- Vom Priel auf die Spitzmauer, 1868
- Mikroskopische Untersuchungen des Predazzites und Pencatites, 1869
- Über hydraulische Magnesiakalke und deren Vorkommen und Anwendung in Österreich, 1869
- Über einige Reste der Glazialperiode im Alm- und Steyerlingthale, 1870
- Patent: Magnesiazement
- Die Salinarmulde von Windischgarsten, 1871
- Aus dem Prielgebiete, 1871
- Bemerkungen zu J. Schauer's Prielgruppe und das Todte Gebirge vom Kasberge aus gesehen, 1871
- Über Dolomite und ihre praktische Verwendung, 1872
- Über dolomitische Cemente und ihre Bedeutung für Bauwissenschaft und Architectur, 1873
- Kalk und Cement, 1873
- Besteigung des Grintonz, 1875
- Die Cementfabriken bei Grenoble, 1877
- Studien über die Physik des Sandes, 1877
- Künstliche Meteoriten aus Portland-Cement, 1878
- Katechismus der Baumaterialien, 1879
- Das Tabakmonopol und das deutsche Volk, 1881